# Изложба „Нови чланови” (1992)
Изложба „Нови чланови” се одржала од марта до октобра 1992. године у Галерији Удружења ликовних уметника Србије, Дому културе Смедерево, Дому револуције Пријепоље, Градској библиотеци Рашка и Галерији „Сопоћанска виђења” у Новом Пазару.

## Уметнички савет
Избор нових чланова и радова је обавио Уметнички савет Удружења ликовних уметника Србије у следећем саставу:
- Велизар Крстић, председник
- Милица Вучковић
- Евгениа Демниевска
- Нада Денић
- Љиљана Мићовић
- Мирољуб Стаменковић
- Милан Сташевић

## Излагачи

### Сликари
1. Славомир Анђелић
2. Мирна Бацковић
3. Карло Боршик
4. Зоран Васић
5. Василики Војиновић
6. Бранко Вукић
7. Жарко Вучковић
8. Милорад Гаврић
9. Петар Гајић
10. Светлана Галић
11. Петар Гољовић
12. Васа Доловачки
13. Вера Ђенге
14. Стеван Ђорђевић
15. Дејан Ђуровић
16. Катарина Живковић
17. Никола Жигон
18. Зоран Игњатовић
19. Весна Илић
20. Негован Исаковић
21. Татјана Јанковић
22. Марија Кнежевић
23. Мирко Ковачевић
24. Славко Концулов
25. Радмила Лудошан
26. Дејан Милићевић
27. Виолета Миловановић
28. Маријета Миловановић Вукојевић
29. Емилија Николић
30. Зорица Обрадовић
31. Бранка Омчикус
32. Саша Панчић
33. Саша Рајовић
34. Бранко Раковић
35. Драган Ристић
36. Дејан Слепчевић
37. Бранислав Стефановић
38. Катарина Стојић
39. Ратко Танкосић
40. Војислава Танурџић
41. Гордана Чекић
42. Љубица Шакић
43. Миливоје Штуловић
44. Миодраг Шумарац

### Вајари
1. Марија Вауда
2. Славко Живадиновић
3. Драгана Илић
4. Саша Лазаревић
5. Весна Милојковић

### Графичари
1. Владимир Влајић
2. Ивана Масниковић
3. Ненад Милентијевић
4. Александар Младековић
5. Мирјана Обрадовић
6. Драган Томић
7. Даниела Фулгоси